# Père et Fils (film)
Pour les articles homonymes, voir Père et Fils.
Pour plus de détails, voir Fiche technique et Distribution.
Père et Fils est un film franco-canadien réalisé par Michel Boujenah sorti en 2003.

## Synopsis
Léo est délaissé par ses enfants David, Max et Simon. Ayant peur de mourir sans avoir revu ses fils Max et David réconciliés, il s'invente une maladie grave pour obliger ses fils à faire un voyage au Québec avec lui.

## Fiche technique
- Titre : Père et Fils
- Réalisateur : Michel Boujenah
  - Assistante : Mona Achache
- Scénario : Michel Boujenah, Pascal Elbé, Edmond Bensimon
- Coproduction franco-québécoise
- Genre : comédie dramatique
- Durée : 97 minutes
- Budget : 5,3 millions d'euros
- Format : couleurs (Technicolor) - 1.85:1 - 35 mm - son Dolby numérique
- Dates de sortie : 16 mai 2003 (festival de Cannes) 20 août 2003 (France exploitation), 9 septembre 2003 (Festival de films de Toronto)
- Entrées en France : 1 163 000 entrées

## Distribution
- Philippe Noiret : Léo Serrano, le père
- Charles Berling : David Serrano
- Pascal Elbé : Simon Serrano
- Bruno Putzulu : Max Serrano
- Marie Tifo : Mado
- Geneviève Brouillette : Hélène
- Pierre Lebeau : Jacques
- Jacques Boudet : Joseph, le frère de Leo
- Matthieu Boujenah : Julien
- Céline Thiou : Martine
- Eva Saint-Paul : Francine
- Franck Giordanengo : Le motard
- Nathalie Dherbey : L'infirmière
- Joseph Malerba : Eric